# Wiener Secession
 For alternative betydninger, se Secessio (flertydig). (Se også artikler, som begynder med Secessio)
Wiener Secession eller Wiener Sezession var en forening for billedkunstnere i Wien i tiden Fin de siècle. Wienerudgaven af jugendstilen kaldes også Wiener Secession efter denne forening.

## Historie
Wiener Secession blev oprettet 3. april 1897 af Gustav Klimt, Koloman Moser, Josef Hoffmann, Joseph Maria Olbrich, Max Kurzweil, Josef Engelhart, Ernst Stöhr, Wilhelm List og andre kunstnere som en udløber fra Künstlerhaus Wien, eftersom der blandt kunstnerne i Künstlerhaus var en fremherskende konservatisme, og traditioner samt historisk orientering med hensyn til kunstbegreberne blev vægtet højt. Forbillederne var Berliner Sezession og Münchner Sezession. Den første udstilling fandt sted i 1898.